# Club Deportivo Juventud Cautivo
El Juventud Cautivo es un club de fútbol peruano con sede en San Miguel de El Faique, Departamento de Piura. Fue fundado en 1978 y desde 2025 juega en la Liga 3, la tercera categoría del fútbol nacional.

## Historia
El club fue fundado el 12 de octubre de 1978 en el anexo de Pampa Alegre, distrito de San Miguel de El Faique.

### 2017-2023: Campañas más recientes en la Copa Perú
En 2017 clasificó como subcampeón provincial de Huancabamba a la Etapa Departamental de Piura. Sin embargo, no pudo superar la fase de grupos y quedó eliminado.
Empezó su participación en 2018 desde la División Superior de Piura donde fue subcampeón y clasificó nuevamente a la Etapa Departamental. Tras eliminar en tercera fase a Berlín, llegó hasta las semifinales del torneo donde enfrentó a Unión Deportivo Parachique para definir al equipo clasificado a la Etapa Nacional. Fue eliminado en esa etapa luego de perder 2-0 de visitante y ganar 1-0 como local.
En 2019 fue campeón de la División Superior de Piura luego de vencer por 5-1 a Sport Estrella. Fue eliminado en las semifinales de la Etapa Departamental por Sport Chorrillos de Querecotillo.
Fue uno de los participantes de la Copa Perú Excepcional 2021 donde enfrentó en primera fase a Unión Deportivo Parachique, siendo eliminado luego de perder en la ida 1-0 como local y 3-1 como visitante.
En 2022 llegó nuevamente a las semifinales de la Etapa Departamental luego de eliminar a Sport Chorrillos de Máncora. Fue eliminado por Defensor La Bocana que le venció tanto en la ida como en la vuelta y se quedó con el cupo a la Etapa Nacional. Al año siguiente volvió a participar en la División Superior de Piura pero no logró clasificar a la Etapa Departamental.

### 2024: El ascenso a Liga 3
En la edición 2024 de la Copa Perú logra la clasificación a la etapa nacional como campeón distrital, campeón provincial y también campeón departamental; una vez ahí consigue avanzar en la fase regular desde la 17.ª posición. Su rival en la serie de los dieciseisavos de final fue el Deportivo Municipal Pangoa de Junín, rival cual lograr vencer sin problemas con un global 5-1 a su favor. Llegando a octavos de final el contrincante fue Nuevo San Cristóbal de Ayacucho donde también vencería pero esta vez con un 4-3 en el global. Ya en cuartos de final se enfrentaría a Bentín Tacna Heroica de Tacna a partido único jugado en Lima, donde lamentablemente no tendrían la misma suerte como en las series anteriores y tras empatar sin goles en el tiempo reglamentario caerían 3-4 en los penales, y eliminados de la competición.
A pesar de la eliminación, debido a que el otro equipo del departamento que fue Deportivo Municipal de Vice acabara afuera dos fases antes, Juventud Cautivo ascendió a la recién creada Liga 3 para el siguiente año como el representante de Piura.

## Uniforme
- Uniforme titular: Camiseta amarilla y morada, pantalón morado, medias amarillas.

## Datos del club
- Temporadas en Primera División: 0.
- Temporadas en Segunda División: 0.
- Temporadas en Tercera División: 1 (2025 - Act.).
- Mayor goleada conseguida:
  - En campeonatos nacionales de local: Juventud Cautivo 7:1 Sport Bolognesi (8 de junio de 2025).
  - En campeonatos nacionales de visita: Carlos Stein 0:3 Juventud Cautivo (11 de junio de 2025).
- Mayor goleada recibida:
  - En campeonatos nacionales de local: .
  - En campeonatos nacionales de visita: Cultural Volante 3:0 Juventud Cautivo (5 de julio de 2025).

## Rivalidades
Juventud Cautivo mantiene una rivalidad a nivel local con el club San Pedro, representante también del sector de Pampa Alegre.

## Entrenadores
- Johano Bermúdez (2018)
- Javier Atoche (2018)
- Sergio Valladolid (2021)
- Marlon Maza (2023)
- Luis Laguna (2023)
- Richard Oncoy (2024)
- Roberto Cornejo (2025)

## Palmarés
| Competición                                  | Títulos     | Subcampeonatos |
| -------------------------------------------- | ----------- | -------------- |
| Liga Departamental de Piura (1/0)            | 2024.       |                |
| División Superior de Piura (1/1)             | 2019.       | 2018.          |
| Liga Provincial de Huancabamba (1/2)         | 2024.       | 2017, 2022.    |
| Liga Distrital de San Miguel de Faique (2/0) | 2022, 2024. |                |